# Elecciones parlamentarias de Brasil de 1966
Las elecciones parlamentarias se celebraron en Brasil el 15 de noviembre de 1966. Fueron las primeras elecciones para renovar el Congreso Nacional desde el golpe militar de 1964. En 1965, el gobierno militar del presidente Humberto de Alencar Castelo Branco prohibió todos los partidos políticos existentes y promulgó una nueva ley electoral que limitó efectivamente el número de partidos a dos: la Alianza Renovadora Nacional (ARENA) progubernamental y el opositor Movimiento Democrático Brasileño (MDB).
ARENA obtuvo una aplastante victoria al tomar 277 de los 409 escaños en la Cámara de Diputados y 19 de los 23 escaños en el Senado . La participación electoral fue del 77,2% en la elección de la Cámara de Diputados y del 77,3% en la elección del Senado.

## Resultados

### Cámara de Diputados
| Partido                   | Partido                                | Votos      | %      | Escaños | +/–   |
| ------------------------- | -------------------------------------- | ---------- | ------ | ------- | ----- |
|                           | Alianza Renovadora Nacional (ARENA)    | 8.731.638  | 63.98  | 277     | Nuevo |
|                           | Movimiento Democrático Brasileño (MDB) | 4.915.470  | 36,02  | 132     | Nuevo |
|                           |                                        |            |        |         |       |
| Votos válidos             | Votos válidos                          | 13.647.108 |        | -       | -     |
| Votos nulos/en blanco     | Votos nulos/en blanco                  | 3.638.448  | -      | -       | -     |
| Total                     | Total                                  | 17.285.556 | 100.00 | 409     | 0     |
| Registrados/Participación | Registrados/Participación              | 22,387,251 | 77,21  | -2.38   | -2.38 |
| Fuente: Nohlen            |                                        |            |        |         |       |

### Senado
| Fiesta                    | Fiesta                                 | Votos      | %      | Escaños | Total | +/–   |
| ------------------------- | -------------------------------------- | ---------- | ------ | ------- | ----- | ----- |
|                           | Alianza Renovadora Nacional (ARENA)    | 7.719.382  | 56.62  | 19      | 47    | Nuevo |
|                           | Movimiento Democrático Brasileño (MDB) | 5.911.361  | 43.38  | 4       | 19    | Nuevo |
|                           |                                        |            |        |         |       |       |
| Votos válidos             | Votos válidos                          | 13.630.743 |        |         |       |       |
| Votos nulos/en blanco     | Votos nulos/en blanco                  | 3.628.855  | -      |         |       |       |
| Total                     | Total                                  | 17.259.598 | 100.00 | 23      | 66    | 0     |
| Registrados/Participación | Registrados/Participación              | 22,335,242 | 77,27  | -2,40   | -2,40 | -2,40 |
| Fuente: Nohlen            |                                        |            |        |         |       |       |